# Andrés Calamaro
Andrés Calamaro (Buenos Aires, 22 de agosto de 1961) es un cantautor, músico, compositor, productor discográfico y multinstrumentista hispanoargentino.
Es considerado uno de los íconos del rock argentino por su actuación con Los Abuelos de la Nada y su prolífica carrera como solista, así como una figura influyente del rock español por su éxito con Los Rodríguez. A lo largo de su vida ha vivido alternando entre Buenos Aires y Madrid. Es hermano del también cantante Javier Calamaro.

## Biografía

### Comienzos
El primer instrumento de Calamaro fue un bandoneón, que recibió a los ocho años. Desde los trece años se vuelca con la guitarra eléctrica y al piano, instrumento que aprende a tocar junto a su maestro Osvaldo Caló. Años después, en Uruguay, Calamaro graba su primer disco, como teclista en el grupo Raíces, al que fue recomendado por Sergio Makaroff. Debuta oficialmente como músico con el primer disco de este grupo, B.O.V. Dombe.
En 1980 entra como teclista del Dickinson Power Trio, liderado por Rob Dickinson en voz y guitarra y Gustavo Primo en batería. Graban un álbum y viajan a Los Ángeles, EE. UU. y, después de algunos recitales en pubs y una fallida presentación en Tower Records, regresan a Buenos Aires. De aquella extraña aventura americana quedó el raro álbum acreditado al Dickinson Power Trio, "L.A. Dreams", con tres temas.
De vuelta en Buenos Aires, prueba suerte con la Chorizo Colorado Blues Band, que forma con su amigo Augusto Gringui Herrera, para intentarlo después con una agrupación que seguía la línea de The Platters, e inclinándose por el rock, para así definirse de nuevo junto a Gringui, en lo que sería su proyecto, Elmer's Band, al que se suma Eduardo Cano (posterior bajista de Los Twist).
Toca como músico de sesión, para artistas como Los Hermanos Makaroff y Julián Petrina. El bajista Zeta Bosio lo invita a unirse a una banda local llamada The Morgan, junto a Charly Amato y Sandra Baylac en la cual también tocaba Gustavo Cerati. Luego participa en el grupo "Stress" formado por Sandra Baylac (cantante), Pablo Guadalupe (batería), Carlos Amato (guitarra), Gustavo Cerati (guitarra) y Zeta Bosio (bajo). Calamaro reemplazaba a Alejandro O'Donell. El grupo "Stress" fue la génesis de "Los Estereotipos".[cita requerida]
Posteriormente la banda pasaría a llamarse Proyecto Erekto, cuando se suma a ellos Gustavo Cerati. Dicho proyecto acabaría evolucionando con la presencia de Charly Alberti, ya sin la presencia de Calamaro, para finalmente convertirse en la exitosa banda Soda Stereo.
Gracias a la ayuda de su amigo Alejandro Lerner y de Pipo Lernoud, quienes lo recomiendan como teclista, Calamaro es convocado por Miguel Abuelo para un nuevo proyecto musical.

### Los Abuelos y primera etapa solista (1982-1989)
Con Miguel Abuelo como líder, se forma la nueva alineación de Los Abuelos de la Nada. La banda estaba compuesta entonces por el bajista y futuro productor Cachorro López, el saxofonista y clarinetista Daniel Melingo, el guitarrista de La Máquina de Hacer Pájaros, Gustavo Bazterrica y el baterista, Polo Corbella. Mientras trabaja en la banda de Miguel Abuelo, Calamaro tiene la oportunidad de tocar simultáneamente con la banda soporte de Charly García, quien había oficiado de productor de Los Abuelos de la Nada y se había fijado en ellos para sus presentaciones en vivo.[cita requerida]
Calamaro colabora en Los Abuelos con composiciones propias, como la titulada '24 horas'. En 1982 sale a la venta el primer disco del grupo, del que se extrae el sencillo compuesto por Calamaro «Sin gamulán». Mayor repercusión tendría «Mil horas», del siguiente disco Vasos y besos. Mientras toca con esta banda, Calamaro participa en la musicalización de la obra «Tango salsa» de Roberto Granados, lo que le permite dar a conocer cada vez más temas propios, de los cuales algunos son compartidos con su amigo Augusto Gringui Herrera. Así, en 1984 y sin haberse grabado y publicado aún el tercer álbum de estudio de Los Abuelos de la Nada, lanza su primer disco en solitario, Hotel Calamaro, producido por Charly García. Al mismo tiempo, abandona su acompañamiento en la banda soporte de García debido a sus compromisos con Los Abuelos de la Nada. En 1984 saldría a la venta el último disco de estudio firmado por Andrés Calamaro con Los Abuelos de la Nada, Himno de mi corazón. De su carrera en los Abuelos de la Nada, cabe destacar dos temas que son parte del inconsciente colectivo musical: «Mil horas» y «Costumbres argentinas».
Durante estos años Calamaro forma parte también de la Ray Milland Band, agrupación a la que pertenecían asimismo Daniel Melingo, Pipo Cipolatti (con quien ya había tenido experiencias musicales en una banda llamada Los Almirantes), Miguel Zavaleta, Fabiana Cantilo en coros, Camilo Iezzi, Gustavo Donés, Charly García y Pedro Aznar entre otros. De aquella época es también el primer disco de Los Twist, La dicha en movimiento en el que participa como tecladista invitado.
En 1985 graba junto a Los Abuelos de la Nada, un material en vivo que supondría su última colaboración con la banda. Un poco después y ya desligado de ella, Calamaro publica un disco algo más personal, experimental, titulado Vida cruel. Para el disco reúne una banda con nombres reconocidos de la escena argentina, además de otras participaciones. Richard Coleman, Luis Alberto Spinetta y Charly García son algunos de los músicos, pero el éxito que Calamaro había conseguido en Los Abuelos no regresa.
En 1986 participa como compositor y tecladista en el disco Puedes ser tú de Miki González. Inicia entonces su trabajo como productor de bandas como Los Fabulosos Cadillacs y Enanitos Verdes. Además participa simultáneamente como bajista y tecladista invitado de Luis Alberto Spinetta en su disco Privé y regala algunas de sus canciones a artistas como: Nito Mestre, Mónica Posse y María Rosa Yorio para su publicación en sus respectivos discos.
En 1987 produce el álbum "Yo te avisé!!", de Los Fabulosos Cadillacs. Además de la producción, Andrés Calamaro también participó en la grabación, tocando algunos instrumentos e incluso realizando coros.
Conduciendo su propio programa de radio, Bienvenidos al hotel, conoce a Ariel Rot, con quien acaba conformado una sociedad musical para grabar, dos discos en solitario y salir de gira por Argentina. Rot y Calamaro pierden el interés por seguir los cánones musicales de la época y se dedican únicamente al rock and roll. Con la colaboración de importantes músicos salen a la venta en 1988 y 1989 respectivamente los discos Por mirarte y Nadie sale vivo de aquí los más independientes y maduros de su carrera musical hasta el momento, aunque de mínima repercusión comercial, apenas con algunos sencillos como «Cartas sin marcar». Por aquellos días produciría a la banda chilena Upa!.[cita requerida]
Cabe resaltar que su álbum Nadie sale vivo de aquí recibe excelentes críticas por parte de la prensa especializada, siendo escogido mejor disco del año 1989. En 2007 sería ubicado en el puesto 60.º por 180 músicos y periodistas musicales entre «Los 100 mejores álbumes del rock argentino» según la revista Rolling Stone. Lo que no llega de momento era el reconocimiento masivo y económico.
Calamaro y Rot deciden entonces intentarlo en España en 1990 y refundarse como Los Rodríguez, con Julián Infante, Guillermo Martín, y el baterista Germán Vilella.

### Los Rodríguez (1990-1996)
En el otoño de 1990 Calamaro parte a España, donde se une a Ariel Rot y Julián Infante, ambos exintegrantes de Tequila, para llevar a cabo un nuevo proyecto musical bautizado como Los Rodríguez. Luego de varios años como solista, Calamaro vuelve así a formar una banda que completaba su formación con Germán Vilella a la batería y Daniel Zamora al bajo. La banda editó tres álbumes en estudio (Buena suerte, Sin documentos y Palabras más, palabras menos) y dos en directo, Disco pirata y Los Rodríguez en las Ventas 1993.
Con Los Rodríguez, Calamaro vuelve a conocer el éxito masivo que obtuvo con Los Abuelos de la Nada, pero esta vez a ambos lados del Atlántico. El primer álbum del grupo, Buena suerte (1991), contiene el tema «Mi enfermedad», tema que fue solicitado por Diego Armando Maradona para su regreso al fútbol (con la voz de la cantante Fabiana Cantilo). Tras Buena suerte llega Disco pirata, donde se recogen presentaciones en vivo, colaboraciones con Fito Páez e incluso una versión de Sui Generis de la canción «Mr. Jones».
El tercer disco, Sin documentos, sale a la venta en 1993 y en él se recogen algunas de las canciones más reconocidas de la banda: «Dulce condena» y «Sin documentos». El disco sería elegido en 2010 en el puesto vigesimoquinto de "Los 50 mejores álbumes de rock español" por la revista Rolling Stone.
El cuarto disco es Palabras más, palabras menos (1995), que supone el mayor éxito de la banda, trasladándolos en varias giras por España y Sudamérica y los coloca en la cima del rock en español, siempre buscando una nueva estética e incorporando sonidos distintos al rock como el flamenco y la rumba. Dentro de este disco se encuentran canciones tan populares como «Mucho mejor», «Para no olvidar», de estilo flamenco, «La milonga del marinero y el capitán», «Aquí no podemos hacerlo» (con ritmo reggae) o «10 años después». Además contiene un tema compuesto por Joaquín Sabina y Calamaro, «Todavía una canción de amor».
Calamaro continúa componiendo simultáneamente a su trabajo en Los Rodríguez. Es así como edita los dos volúmenes de la serie Grabaciones encontradas, que incluyen grabaciones encontradas en baúles, muebles de la casa de sus padres y temas en los cuales el músico es acompañado por personajes como Luca Prodan, vocalista de Sumo, o Daniel Melingo. Las canciones de estos dos volúmenes habían sido compuestas durante casi 10 años (1984-1993) y desechadas alguna vez por el músico. Son dos discos de cierta vocación experimental, en los que muestra su inquietud artística con producciones en distintos estilos y tocando tanto guitarras como pianos. Se incluyen en ellos temas como «Lou Bizarro», «No se puede vivir del amor» y «Buena suerte y hasta luego». Los discos saldrían a la venta en 1994 y 1996 respectivamente.
En 1995 participa en la banda sonora de la película Caballos salvajes, con la canción «Algún lugar encontraré». La actividad con Los Rodríguez llegaría a su fin un año después de la publicación de su último disco, Palabras más, palabras menos (1995), debido fundamentalmente a diferencias artísticas entre Calamaro y el resto del grupo. Para concluir la actividad de la banda se realiza una recopilación de temas, algunos grabados en estudios y otros en vivo. Este álbum se publica como: Hasta luego, que consolida finalmente a la banda en lo que a ventas se refiere; con dicho material realizan una gira española junto a Joaquín Sabina. En 2002 un nuevo recopilatorio sale a la venta, titulado Para no olvidar, en el que se encuentran algunos temas inéditos. Por aquella época se produce su distanciamiento personal y musical con Charly García, con quien había colaborado durante más de quince años. [cita requerida]

### Segunda etapa solista yEl salmón(1997-2000)
En 1997, concluida la exitosa etapa junto a Los Rodríguez, Calamaro emprende un nuevo proyecto que lo llevaría a Estados Unidos. En este país graba, junto a músicos de sesión, los temas de su nuevo trabajo como solista, titulado: Alta suciedad y que incluye canciones como «Flaca», «Media Verónica», «Crímenes perfectos» o «Loco», cuya letra le produciría cierta polémica (concretamente el verso «Voy a salir a caminar solito, sentarme en un parque a fumar un porrito»).
Alta suciedad es un éxito de ventas, superando las 500 000 copias vendidas en todo el mundo (el segundo disco más vendido del rock argentino en aquel momento tras El amor después del amor, de Fito Páez) y lleva al músico a realizar gran cantidad de conciertos, en los cuales comparte escenario con músicos como Fito Páez y Joaquín Sabina entre otros. Diez años después (2007) Alta suciedad sería ubicado en el décimo puesto por 180 músicos y periodistas musicales en la lista de Los 100 mejores álbumes del rock argentino elegida por la revista Rolling Stone.
Justo después de este disco Calamaro lanzaría Las otras caras de alta suciedad Inéditos + rarezas + canciones donde se encuentran las caras B de la época de producción de Alta suciedad. Durante el año 1997 Calamaro participa en el EP de su antigua banda Raíces titulado Ey Bo Road, concretamente en la canción «Candombe de las esquinas».
Con su veloz ritmo de composición, entre fines de 1998 y mediados de 1999, había compuesto o retocado más de cien canciones, ya listas para ser editadas. Por evidentes problemas de espacio en su siguiente disco se editan únicamente treinta y siete, una por cada año de edad del cantante en aquel momento. Es así como nace Honestidad brutal, hasta ese momento el disco más largo de la historia del rock argentino y, para algunos críticos el mejor trabajo de Calamaro.
Honestidad brutal coloca a Calamaro en lo más alto de la escena musical hispana. Es además un disco complicado por la situación vital de excesos en que se veía rodeado, en el contexto de una ruptura sentimental. En la lista de la revista Rolling Stone, donde más de 150 músicos escogían los 100 discos más importantes del rock argentino, Honestidad Brutal ocuparía el puesto 30.º. De hecho, el disco ha ido creciendo en la consideración de la crítica: en 2010 fue elegido por la misma revista en el tercer puesto de los «50 mejores discos de rock español»:
Honestidad Brutal está compuesto por 37 canciones, haciendo alusión a sus 37 años de vida al momento de grabar el disco.
Cuenta con las colaboraciones de Pappo, Diego Armando Maradona, Mariano Mores, Moris, Virgilio Espósito, Bebe Contepomi, entre otros.
,

Nunca ningún trabajo en nuestro idioma ha tenido tanta repercusión, ha levantado tamañas pasiones entre el respetable, ha mitificado hasta tal extremo a su autor, ni ha servido de semejante modo de faro para multitud de artistas en ambas orillas atlánticas.
Juan Puchades, en Rolling Stone.

En el año 1999, Andrés Calamaro es el encargado de abrir los doce conciertos que Bob Dylan realiza durante su gira española tras la edición de su doble álbum en directo The Bootleg Series, Vol. 4: Live 1966. The "Royal Albert Hall" Concert. Calamaro como teloneador de Dylan ofrece un espectáculo acústico, acompañado por dos de sus músicos habituales: Guillermo Martín y Candy Caramelo, donde repasa algunos éxitos de Los Rodríguez y de su carrera en solitario. Cumple con estos conciertos una de sus máximas inspiraciones musicales, y renuncia a cobrar por ellos.
El año 2000 se produce una nueva explosión de creatividad del músico argentino. Tras seleccionar trescientos temas, de quinientos que graba, el artista viaja a España con sus músicos (Ciro Fogliata, Guillermo Martín, Candy Caramelo, Gringui Herrera, el Niño Bruno y el guitarrista Coti Sorokin) y graba las 103 canciones que son presentadas en El salmón, un álbum histórico para la industria musical, ya que este era compuesto por nada más y nada menos que cinco CD. La agotadora experiencia de componer y editar El Salmón sumerge a Calamaro en una sequía creativa que durará cuatro años, en los que no editará material alguno, y en los que se llega a especular con una retirada prematura del músico.

### Tercera etapa solista (2001-2010)

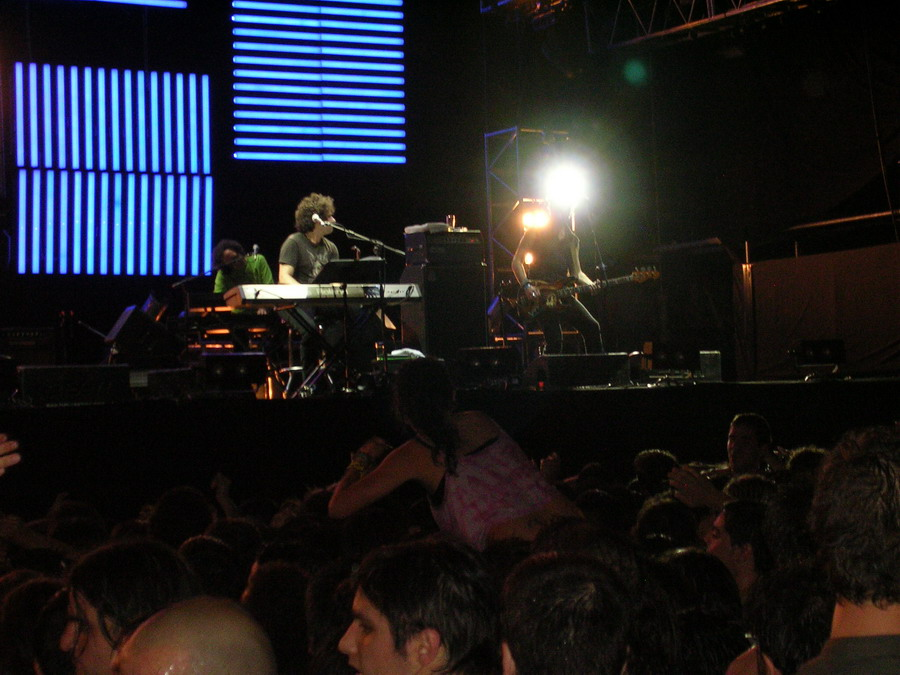
Calamaro durante la gira "Dos Rodríguez" de Buenos Aires, en 2006.

El vacío comercial después de El salmón se llena con participaciones esporádicas, que incluyen hits como «Para siempre» junto a Los Ratones Paranoicos. En esa época, Calamaro se manifiesta a favor de la libre circulación de canciones por la red. «La música es de los que la quieren escuchar y de nadie más», afirma el compositor.[cita requerida]
Como concreción de esta filosofía comienza a proporcionar gratuitamente a través de Internet el material que produce en su estudio doméstico. Los materiales colgados en la red son de baja calidad sonora, por lo cual un grupo de seguidores remasteriza el material y, con permiso del músico, lo ponen de nuevo a disposición del público gratuitamente en Internet. Para asegurar la calidad de sus grabaciones, Andrés Calamaro funda Radio Salmón Vaticano, iniciando así una suerte de ciberestudio de grabación en su sitio web oficial. En un lapso de tres años compone centenares de canciones, de las que sólo salen a la luz aproximadamente una cincuentena.
En 2003 participa en la banda sonora de la película El delantal de Lili. En febrero de 2004 edita el álbum El cantante, un disco de versiones de boleros y temas del cancionero latinoamericano. Además, Calamaro agrega tres temas que habían estado circulando por la web: «Estadio Azteca», «La libertad» y «Las oportunidades». El disco es producido por Javier Limón y grabado en su estudio, contando con la participación de músicos como Niño Josele y Jerry González.
Tras varias idas y venidas entre Madrid y Buenos Aires, se reencuentra con sus viejos amigos de Bersuit Vergarabat y, tras acompañarlos en el cierre de su gira a finales de 2004, se reúnen a ensayar parte del repertorio de Calamaro. En 2005, el cantante argentino regresa al escenario. El 11 de febrero se presenta, secundado por Bersuit Vergarabat, en el festival Siempre Rock, celebrado en Cosquín, provincia de Córdoba, Argentina.
En 2005 la Fundación Konex le otorga el Premio Konex de Platino, como el mejor autor-compositor de rock de la década. Diez años antes había obtenido el Diploma al Mérito como uno de los 5 mejores de la década 1985-1994 en la misma disciplina. Los días 18, 19 y 20 de abril, Calamaro toca en el estadio Luna Park, acompañado esas noches por músicos como Juanjo Domínguez (con quien interpreta los tangos «Como dos extraños» y «Por una cabeza»), Juanse (líder de Los Ratones Paranoicos, con el que rinde homenaje al fallecido Pappo en las canciones «Desconfío» y «Tren de las 16»), Andrés Ciro Martínez (exlíder de Los Piojos, que aporta la armónica y su voz a canciones como «Alta suciedad») y, por último, su hermano Javier Calamaro, que interpreta con él «No me nombres». El día 20 Gustavo Cordera reemplazó al ausente Juanjo Domínguez e interpretan «Estadio Azteca», «Nueva zamba para mi tierra» de Litto Nebbia y el clásico de Bersuit «Mi caramelo». Uno de estos conciertos se convertiría posteriormente en el disco El regreso.
El 17 de diciembre de 2005 Calamaro toca en el estadio Obras Sanitarias de Buenos Aires ante más de 25 000 espectadores. También este concierto se editaría posteriormente en forma de DVD con el título Made In Argentina. Ese mismo año se empieza a preparar un disco homenaje al artista argentino.
El 22 de mayo de 2006 Calamaro lanza Tinta roja, donde versiona diez tangos, producido por Javier Limón y que cuenta con la colaboración del guitarrista español El Niño Josele. En su gira lo acompañarían el Niño Josele, que ya lo había hecho en la gira de El cantante, y el argentino Juanjo Domínguez. Calamaro triunfa en la entrega de los Premios Gardel, una ceremonia realizada en el teatro Gran Rex de Buenos Aires, obteniendo el Gardel de Oro y tres distinciones por su disco El regreso. Además, consigue el premio a la mejor interpretación del año por Tuyo siempre, al mejor álbum de artista masculino de rock y el mejor diseño de portada, por Zona de Obras. Durante dicha ceremonia, Charly García arroja un sombrero que llevaba puesto a las manos de Calamaro al final de su presentación, lo que abriría las puertas a una posible reconciliación de los músicos.
Este mismo año se lanzaría finalmente el homenaje al artista, Calamaro querido! Cantando al salmón. El elenco de este disco homenaje incluye a varios músicos históricos del rock argentino: León Gieco, Litto Nebbia, Pedro Aznar, Fabiana Cantilo, Fito Páez, grupos como Los Fabulosos Cadillacs, Los Pericos, Los Auténticos Decadentes. De otros países participan también artistas como Joaquín Sabina, Niña Pastori, Julieta Venegas o Muchachito Bombo Infierno.
Desde mayo de 2006, Calamaro realiza varios conciertos junto a su excompañero Ariel Rot, interpretando en ellos canciones de Los Rodríguez muy pocas veces escuchadas. En diciembre de ese año cierran la gira "Dos Rodríguez" con un par de recitales en el Club Ciudad de Buenos Aires, a los que asisten más de 30 000 espectadores en cada uno. Durante el mismo año sale a la venta el disco El palacio de las flores, que graba junto a La Luz, banda soporte de Litto Nebbia. La mayor parte del material es compuesto íntegramente por Calamaro.
2007 En ese año es reconocido como la personalidad del año en Argentina.[cita requerida] El 11 de septiembre de 2007 sale a la venta La lengua popular. El primer sencillo del LP, Cinco minutos más (minibar) posee ritmos influenciados por Cachorro López, productor del disco. El segundo sencillo es Carnaval de Brasil. El disco vuelve a la sencillez de lo más popular del artista alejándose de la experimentación y la eclecticidad musical habituales en otros discos del músico. La gira del álbum empieza en Santiago de Chile el día 9 de diciembre de 2007 ante 10 000 espectadores. Posteriormente continua en las ciudades de Córdoba y Buenos Aires, congregando en esta última a 60 000 espectadores en dos presentaciones en el Club Ciudad de Buenos Aires. En este período sale a la venta el DVD Dos son multitud proveniente de la gira junto a Fito & Fitipaldis de 2007.
En el año 2008 se reúne con su vieja banda Raíces, treinta años después de su primera producción, para lanzar un nuevo disco con versiones de aquel clásico B.O.V. Dombe así como algunos temas nuevos. Entre ellos se incluyen dos temas inéditos del repertorio que Calamaro grabaría en su estudio casero («De las dos orillas» y «Mancada en la pampa»). En marzo de ese año Andrés Calamaro gana por segunda vez el premio Carlos Gardel de oro, además de otros cinco gardeles en diversas categorías.

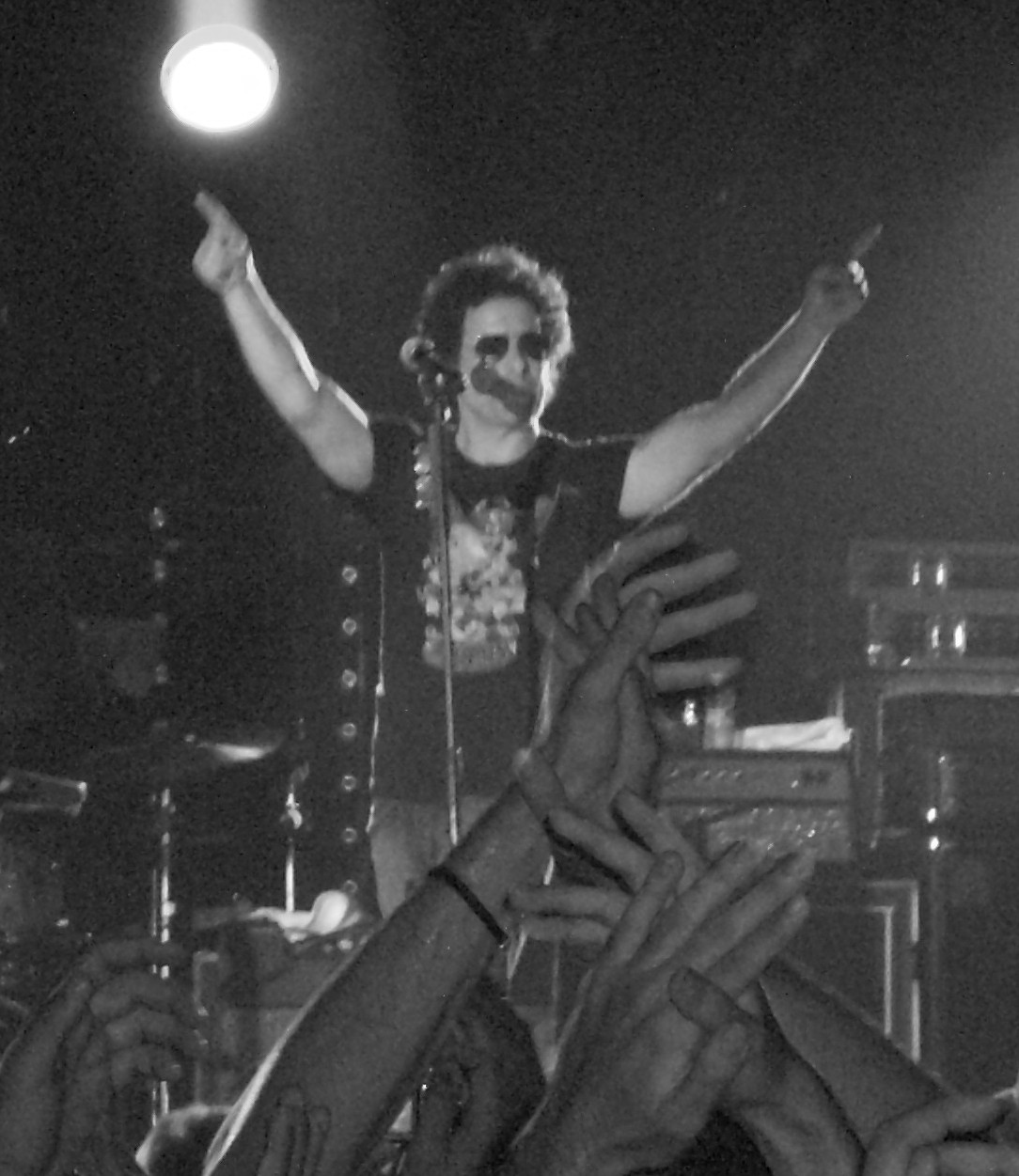
Calamaro durante su actuación en la sala Razzmatazz de Barcelona, en septiembre de 2008.

La gira de La lengua popular continua en varias ciudades de España y Argentina y sus primeras presentaciones en Colombia. Vuelve al Club Ciudad de Buenos Aires reuniendo la misma cifra de espectadores que sus actuaciones anteriores. Calamaro interpreta por única vez en la gira «La copa rota», canción compuesta por Benito de Jesús y que se hiciera famosa con Los Rodríguez. La gira continúa por México, y Paraguay, cerrando los conciertos de 2008 en Asunción ante más de 90 000 espectadores.
En enero de 2009, a raíz del décimo aniversario de la revista Efe Eme, Andrés Calamaro ofrece el disco inédito Nada se pierde, cargado de temas desconocidos hasta la fecha. Entre las canciones incluidas figuran inéditos Post-Salmón (2000-2003), versiones de artistas como Bob Marley, Sumo, Moris y Luis Alberto Spinetta («Bajan», todo un clásico del rock argentino), una grabación encontrada de la gira Honestidad Brutal interpretando «I can’t help falling in love» y finalmente dos canciones en directo extraídas de su gira La Lengua Popular, los Tangos «Los mareados» y «Jugar con fuego». En la edición de 2009 de los Grammy Latinos, Calamaro es reconocido con el premio a Mejor álbum rock vocal, por su disco La lengua popular.
Durante la gira se daría a conocer el lanzamiento de la primera antología del músico, titulada Andrés (obras incompletas). En ella se incluyen las mejores canciones de sus anteriores diez años de vida artística, una selección de versiones de otros músicos, así como la grabación de treinta y seis temas inéditos de la época posterior a El Salmón escogidos por el mismo Calamaro para la ocasión. El álbum recopilatorio se compone de seis CD (tres de éxitos y tres inéditos y conciertos) y dos DVD. A partir de dicha antología, Calamaro reanuda una gira de veinte conciertos en España, Argentina, México y Chile, en los que vuelve a interpretar temas olvidados, así como otros jamás tocados en vivo como «Por mirarte», «Para seguir», «La mirada del adiós», «Mil horas», «Cada una de tus cosas», «Mi enfermedad» y el inédito «El perro».[cita requerida]
Calamaro concluye la gira 2009 con dos conciertos en Buenos Aires, el 12 y 13 de diciembre en el Club Ciudad de Buenos Aires y el Luna Park, reuniendo alrededor de 50.000 personas. En los conciertos participan invitados tales como Fito Páez, Pedro Aznar, David Lebón, Adrián Dárgelos y Vicentico. En mayo de 2010, tras el bicentenario de Argentina se presenta en Misiones dando un gran concierto ante una multitud de Todo el noreste del país.[cita requerida]

### Actualidad (desde 2010)

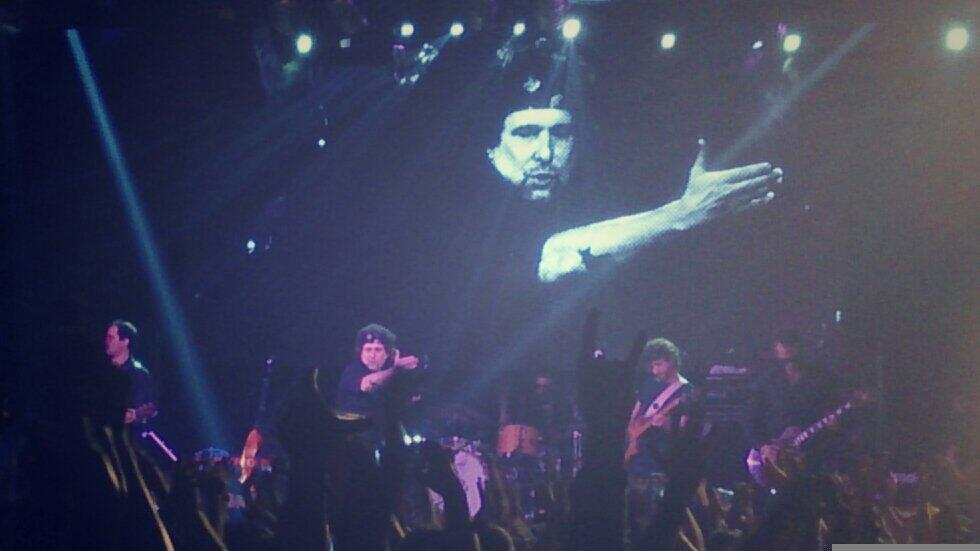
Andrés Calamaro en la Sala Riviera (Madrid), Bohemio Tour 2014.

En junio de 2010 se publica On the rock: con la idea de grabar un LP de estudio con sus compañeros de gira, Calamaro invita a artistas como Calle 13 (banda), El Langui, Diego el Cigala, Bunbury, Niño Josele, Loquillo, Pereza o Jerry González. El disco recupera temas camboyanos como «El perro» y nuevos como «Te extraño». La semana de su publicación se coloca en el número 1 en las listas de ventas de España. El 23 de julio de 2010 contrae matrimonio con Julieta Cardinali. El matrimonio se rompería poco después.
En 2013, Calamaro presentó su siguiente producción discográfica, titulada Bohemio, que salió a la venta desde el 17 de septiembre. El primer sencillo del disco es «Cuando no estás». La canción recibió muy buenas críticas del público.
Tras estar cumpliendo una exitosa gira, en diciembre publica los siguientes sencillos del álbum, que son «Bohemio», «Rehenes» y «Plástico fino».
En los meses de octubre y noviembre de 2014 se presentó en una gira con el músico español Enrique Bunbury dando conciertos en varias ciudades de México.
A fines de octubre de 2016, Calamaro anunció el lanzamiento de su disco Volumen 11, que salió a la venta el 2 de diciembre.
En noviembre de 2018 publicó su decimoquinto álbum de estudio, Cargar la suerte, que recibió elogios de la crítica y se lo ha comparado con sus trabajos más emblemáticos como Honestidad brutal.
En febrero de 2021 lanza junto a C. Tangana la canción Hong Kong, que se incluye en el álbum El Madrileño de Tangana. Además aparece en el videoclip oficial de la canción. Más tarde en mayo del 2021 lanza el álbum Dios los cría, donde versiona diez canciones suyas junto a otros artistas: Julio Iglesias, Alejandro Sanz, Milton Nascimento, Raphael, Manolo García, Vicente Amigo, Juanes, Julieta Venegas o Carlos Vives, entre otros.
El 9 de abril de 2023 es partícipe del videoclip de «Ola de Suicidios» de Dillom, interpretando a Brad Pitbull y dando los primeros indicios de una amistad con el rapero, que se termina confirmando cuando en el show despedida del disco Post mortem, en el Movistar Arena (Buenos Aires), Calamaro se sumó para cantar «Output-Input» de su disco El salmón. Posteriormente en abril de 2024, para el segundo disco de Dillom Por cesárea, Andrés participa en la canción «Mi peor enemigo». El propio Dylan cuenta en entrevistas que la relación entre ambos nace de la interacción en las redes sociales, precisamente en X.

## Polémicas
Calamaro no ha estado exento de polémicas, ya sea por enfrentamientos con otros artistas o por sus declaraciones.
Durante un recital en 1994 con Los Rodríguez en La Plata, bromeó con el público aludiendo a la posibilidad de fumarse un porro de marihuana. El episodio hizo que se le iniciara una causa por apología al consumo de drogas, caso que se resolvió con su absolución en abril de 2005.
Por esos mismos años mantuvo un enfrentamiento con Charly García por tener una amistad cercana con Mónica García, la esposa de Calamaro. Los rumores de romance entre ambos enfadaron a Calamaro y se produjo un sonado cruce de acusaciones mediáticas y la separación de Andrés y Mónica. Después de esta separación Andrés Calamaro comienza un noviazgo con María Belén Rosini. La situación inspiró a Calamaro a escribir la canción "Flaca".
En 2007 tuvo a su hija Charo Calamaro con Julieta Cardinali con quien contrajo matrimonio el 23 de julio de 2010. Sin embargo, el matrimonio duró apenas cinco meses, antes de terminar con una mediática separación.
Calamaro es también un aficionado y defensor de la tauromaquia tanto en entrevistas como en las redes sociales, lo que le ha traído críticas de un sector del público. Con ocasión de la prohibición de las corridas en Cataluña en 2010, durante una entrevista con el humorista Andreu Buenafuente expresó su desacuerdo con la medida y leyó un mensaje en el que renuncia a su "progresía" en protesta por la prohibición de esta práctica. Calamaro ha aludido a la tauromaquía en varias ocasiones en su música, como en la canción «Media Verónica» (llamada como una forma de ejecutar el lanzamiento del capote durante la corrida) o «El tercio de los sueños», ambas incluidas en su álbum Alta suciedad.
En abril de 2019, en el contexto de las elecciones generales de España, manifestó su apoyo al partido Vox. Posteriormente borró la publicación y ofreció unas declaraciones en las que intentaba distanciarse de su supuesto apoyo a Vox: "No voto en España", decía. Apoya a Javier Milei para las elecciones presidenciales argentinas de 2023 y afirmó que España se convierte en una «dictadura progresista comunista».
En 2024 el artista puertorriqueño Residente lanzó un tema de su autoría en homenaje a los miles de niños palestinos muertos en Gaza por bombardeos israelíes y en homenaje a los médicos que atendían los hospitales gazaties, titulado «bajo los escombros». Tras ello Calmaro insultó a René y lo calificó de antisemita. Respecto al conflicto opinó que «no existe el pueblo palestino, esto es lo peor del mundo árabe. No esperábamos vivir para ver y leer semejantes bobadas islamo-nazis en Argentina y España».
En 2025 abandonó el escenario en un concierto en la Arena Cañaveralejo de Cali mientras tocaba la canción «Flaca», teniendo como contexto la prohibición de la tauromaquia en esa ciudad por ley desde 2024. Calamaro dijo en medio de una estrofa que la dedicaba «a los toreros, ganaderos, banderilleros y aficionados que se quedaron sin trabajo», obteniendo como respuesta un abucheo del público. En respuesta Calamaro movió su chaqueta como un capote y le dijo al público «están cancelados y bloqueados, hasta nunca». Minutos más tarde volvió al escenario. En un mensaje posterior Calamaro reiteró su postura. En respuesta uno de los impulsores de la ley, el representante Juan Carlos Losada, reiteró al músico que «Calamaro, la prohibición de las corridas de toros en nuestro país es Ley y la defenderemos siempre». En el mismo año se mostró a favor del presidente Javier Milei, en contra del feminismo y del mundial de Catar.

## Discografía

Por su destacada discografía, Calamaro (3.º) está considerado como una de las figuras más destacadas del rock argentino, junto a emblemas como Charly García, Fito Páez, Luis Alberto Spinetta y León Gieco. Foto de 1984.

### Álbumes de estudio
- Hotel Calamaro (1984)
- Vida cruel (1985)
- Por mirarte (1988)
- Nadie sale vivo de aquí (1989)
- Alta suciedad (1997)
- Honestidad brutal (1999)
- El salmón (2000)
- El cantante (2004)
- Tinta roja (2006)
- El palacio de las flores (2006)
- La lengua popular (2007)
- On the rock (2010)
- Bohemio (2013)
- Volumen 11 (2016)
- Cargar la suerte (2018)
- Dios los cría (2021)

### Álbumes en vivo
- El regreso (2005)
- Made in Argentina-Made in Spain (2006)
- Dos son multitud (2008) con Fito & Fitipaldis
- Jamón del medio (2014)
- Pura sangre - DVD (2014)
- Hijos del pueblo (2015) con Enrique Bunbury
- Razzmatazz (2023)

### Álbumes recopilatorios
- El álbum (1988)
- Grabaciones encontradas, Vol. 1 (1993)
- Grabaciones encontradas, Vol. 2 (1996)
- Completo (1997)
- Inéditos + rarezas + canciones (1998)
- Obras cumbres (con Los Enanitos Verdes) (2001)
- Lo mejor de Andrés Calamaro (2001)
- Duetos (2001)
- Lo mejor de Andrés Calamaro (incluye los éxitos de Los abuelos de la nada) (2001)
- 81-91 Solo editado en España (2001)
- Nada se pierde (enero 2009)
- Obras incompletas (2009)
- Salmonalipsis now (2011)
- Obras cumbres (2013)
- Romaphonic Sessions con Germán Wiedemer - Grabaciones encontradas, Vol. 3 (2016)

### Colaboraciones, participaciones y homenajes
- Andrés Calamaro y Charly García - Órgano casiotone en Filosofía barata y zapatos de goma (1990).
- Andrés Calamaro y Sandra y Celeste - Compositor en «Una sola vez», incluida en el álbum Mujer contra mujer (1990).
- Andrés Calamaro y La Burla - Piano en "Vamos a armar jaleo" (Proa Records/ 1991)
- Andrés Calamaro con Upa! - Un día muy especial voz en «Lejos» (1991).
- Andrés Calamaro y Fabiana Cantilo - «Mi enfermedad (en vivo)» (1992)
- Andrés Calamaro con Kiko Veneno - "Échate un cantecito" voz en «Lobo López» (1992).
- Andrés Calamaro con Celeste Carballo - "Chocolate inglés" coautor y segunda voz en «El chino» (1993).
- Andrés Calamaro con Vargas Blues Band - "Blues latino" «Amapola negra» (1994).
- Andrés Calamaro con Claudio Gabis y La Selección - "Convocatoria I" voz principal en «Rock de la mujer perdida» (1995).
- Andrés Calamaro y Suéter - "Suéter 5" segunda voz en «Extraño ser» (1995).
- Andrés Calamaro y Los Ronaldos - "Quiero que estemos cerca" segunda voz en «Tú sólo piensa en ti» (EMI/1996).
- Andrés Calamaro y Charly García - Co-composición y voz en «Necesito un gol» para "Say no More" (1996).
- Andrés Calamaro con Vox Dei - "La Biblia II", participa como segunda voz, y en guitarra y teclados (1997).
- Andrés Calamaro y Andy Chango - «Voy a la playa» - Andy Chango (1998)
- Andrés Calamaro y El Tri - "Fin de siglo" voz en «Cásate o muérete» (1998).
- Andrés Calamaro con Sabina y Páez - "Enemigos íntimos" «Más guapa que cualquiera» (1998).
- Andrés Calamaro y Coki & The Killer Burritos - Voz en «Joselito» de "Mi parrillada" (1998).
- Andrés Calamaro y Varios Intérpretes - "Marinero en tierra Vol. 1: Tributo a Neruda" voz principal en «El toro» (Warner Music, Chile/1999).
- Andrés Calamaro y Emanuel Ortega - «Quiero» "A escondidas" (1999).

- Andrés Calamaro y Cristina y Los Subterráneos - «Pálido»
- Andrés Calamaro y El Bosque - Soy tu padre
- Andrés Calamaro y Enrique Bunbury - «Confesión»
- Andrés Calamaro y Fito Páez - «Un vestido y un amor»
- Andrés Calamaro con Fito Páez y Charly García - «La rueda mágica»
- Andrés Calamaro y La Frontera - Beber hasta recordarte
- Andrés Calamaro y La Frontera - Hospital del amor
- Andrés Calamaro y Gabinete Caligari - «Nadie me va a añorar»
- Andrés Calamaro y Joaquín Sabina - Corazón de neón
- Andrés Calamaro y Joaquín Sabina - Viridiana
- Andrés Calamaro y Joaquín Sabina - Pastillas para no soñar
- Andrés Calamaro y León Gieco - Me olvidé de los demás
- Andrés Calamaro y Loquillo - El mago Merlín
- Andrés Calamaro y Loquillo - La sonrisa de Risi
- Andrés Calamaro y Luca Prodán - Años
- Andrés Calamaro y Moris - «Sábado a la noche»
- Andrés Calamaro y Pappo - Mi vieja
- Andrés Calamaro y Pappo - Nunca lo sabrán
- Andrés Calamaro y Pedro Guerra - Tiempo de reír
- Andrés Calamaro y Pereza - Amelie
- Andrés Calamaro y Ratones Paranoicos - Para siempre
- Andrés Calamaro y Soledad Pastorutti - «Amor de mis amores (en vivo)»
- Andrés Calamaro y Javier Calamaro - «Caramelitos de colores» en "Quitapenas" (2000).
- Andrés Calamaro y Andy Chango - «El viejo Lexatín» y «Queda muy poco de mí» - Las fantásticas aventuras del Capitán Angustia (2001)
- Andrés Calamaro y Fernando Samalea - teclados en "Metejón" (2001).
- Andrés Calamaro y Coti Sorokin - Segunda voz en «Nada fue un error» perteneciente a "Coti" (2002).
- Andrés Calamaro y Estelares - Moneda corriente (2003)
- Andrés Calamaro y Javier Calamaro - «No me nombres» "Kimika" (2003).
- Andrés Calamaro con Los Auténticos Decadentes - "12 vivos" segunda voz «La guitarra '99» (2004).
- Andrés Calamaro y varios intérpretes - "Versión imposible 2 ● las canciones de El Jueves" voz principal en cover de «I Will Survive», mismo que se editó anteriormente para Inéditos + rarezas + canciones (2004).
- Andrés Calamaro e Intoxicados - «Fuego» "Otro día en el planeta Tierra" (2005).
- Andrés Calamaro con Los Auténticos Decadentes - "Para mí, para vos. Reversiones (Tributo a Turf)" voz en «Pasos al costado» (2005).
- Andrés Calamaro y Bersuit Vergarabat - «O vas a misa...» - "Testosterona" (2005)
- Andrés Calamaro con Marcelo «Cuino» Scornik - "¡Basta Cuino!" voz en «Nena» (2005)
- Andrés Calamaro y Raimundo Amador - «Ay qué gustito pa' mis orejas» "Mundo amador" (2005).
- Andrés Calamaro y Javier Limón - "Casa Limón presenta: Limón" voz en «El cantaor» (2005)
- Andrés Calamaro y La Mona Jiménez - El nocturno: Trilogía 2 (2007)
- Andrés Calamaro con Ariel Rot - «Cenizas en el aire» en el álbum "Dúos, tríos y otras perversiones" (2007)
- Andrés Calamaro e Indio Solari - «Veneno paciente» (La Plata/2008)
- Andrés Calamaro y varios intérpretes - "¡Gieco querido! Cantando al león (Vol. 2)", Homenaje a León Gieco voz principal en cover de «Sin querer» (2008).
- Andrés Calamaro y Varios Intérpretes - "Vos sabés... ¡cómo te esperaba! (Vol. 1)", Homenaje a Los Fabulosos Cadillacs voz principal en cover de «Vasos vacíos» (2009).
- Andrés Calamaro con Vicentico - "On the rock" segunda voz en «Insoportablemente cruel [Puerto Rico Mix]» y en «Vasos vacíos (fabuloso tributo)» (en el CD extra) (2010).
- Andrés Calamaro con Calle 13 y Jerry González - "On the rock" segunda voz en «Insoportablemente cruel» y en «Tortura china» (En el CD Extra) (2010).
- Andrés Calamaro con Residente - "On the rock" segunda voz en «Insoportablemente cruel [Puerto Rico Mix]» (2010).
- Andrés Calamaro con Pablo Lescano y Vicentico - "On the rock" voz principal en «Tres Marías [Mix]» (2010).
- Andrés Calamaro y The Neverly Brothers (los hermanos Guillermo "Guille" Martín y Fernando Martín) - «Nocturno de princesa» y «No se puede vivir del amor» "Solos o en compañía de otros" (2010).
- Andrés Calamaro con Loquillo y Urrutia y Bunbury) - en «El hombre de negro (versión 2009)», «Dónde estás» y «Cruzando el paraíso» para "Rock & Roll Star 30 años / 1980-2010" (2009).
- Andrés Calamaro con Gustavo Cerati - Argentina abraza a Chile (en vivo) segunda voz en «Crimen» y «Trátame suavemente» (2010).
- Andrés Calamaro y Javier Calamaro - «Este minuto» para el álbum "Este minuto" (2010).
- Andrés Calamaro con Los Tigres del Norte - "MTV Unplugged: Los Tigres del Norte and Friends", voz en «La mesa del rincón» y «Quiero volar contigo» (2011).
- Andrés Calamaro y Bersuit Vergarabat - "La revuelta" voz en «Es solo una parte» (2012).
- Andrés Calamaro con Draco Rosa - "Vida" dueto de voz en «Vagabundo» (2013).
- Andrés Calamaro con El Twanguero - "Argentina Songbook" voz en «La pulpera de Santa Lucía» (2013).
- Andrés Calamaro y Javier Calamaro - Voz «Bésame mucho» en "Próxima vida" (2015).
- Andrés Calamaro con Juan Gabriel - "Los Dúo Vol. 2" segunda voz en «Te recuerdo dulcemente» (2015).
- Andrés Calamaro y Ciro Fogliatta & The Blue Makers - «Mujer de carbón» y «Jugo de tomate» "Live in Barcelona" (grabado en directo, en el Harlem Jazz Club, en 1997) (2016).
- Andrés Calamaro y Los Palmeras - "Asesina" (2019)
- Andrés Calamaro con David Lebón - A dueto en "Lebón & Co." para el tema «Parado en el medio de la vida» (2019).
- Andrés Calamaro y varios intérpretes - Zoé reversiones - «Paula» (2020)
- Andrés Calamaro, Kase O, Zatu - "Quién no" (2020)
- Andrés Calamaro y C. Tangana - «Hong Kong» (2021)
- Andrés Calamaro y Dillom - «Mi peor enemigo » (2024)

## Filmografía

### Actor
- Sonata de la Muerte (cortometraje) (1977), de Daniel Postán.
- Buenos Aires - Esquina (1990), de Raúl Perrone.

### Banda musical
- Vivir a los 17 (1986), dir. Luis Sepúlveda.
- Caballos salvajes (1995), dir. Marcelo Piñeyro.

### Canciones
- Caín y Abel - Libros Sapienciales (2010).

### Radio
| Año           | Programa                 | Emisora              | Compañeros                    |
| 2018-presente | El origen de la tristeza | FM La Patriada 102.1 | Pablo Ramos y DJ Loto Volador |
| 2018-presente | La hora de los Magos     | FM La Patriada 102.1 | DJ Loto Volador               |

## Premios y nominaciones

### Premios Grammy Latinos
| Año  | Categoría                                 | Trabajo            | Resultado |
| ---- | ----------------------------------------- | ------------------ | --------- |
| 2000 | Mejor Interpretación Vocal Rock Masculina | Te quiero igual    | Nominado  |
| 2008 | Mejor Álbum Vocal Rock Solista            | La lengua popular  | Ganador   |
| 2008 | Mejor Canción Rock                        | Carnaval de Brasil | Nominado  |
| 2008 | Mejor Canción Rock                        | Mi gin tonic       | Nominado  |
| 2008 | Mejor Canción Alternativa                 | 5 minutos más      | Nominado  |
| 2010 | Mejor Álbum Rock Vocal                    | On the rock        | Nominado  |
| 2010 | Mejor Canción Rock                        | Los divinos        | Nominado  |
| 2014 | Mejor Canción Rock                        | Cuando no estás    | Ganador   |
| 2014 | Mejor Álbum Cantautor                     | Bohemio            | Nominado  |
| 2017 | Mejor Canción Rock                        | La noche           | Ganador   |
| 2019 | Mejor Álbum Pop Rock                      | Cargar la suerte   | Ganador   |
| 2019 | Mejor Canción Rock                        | Verdades afiladas  | Ganador   |

### Premios Carlos Gardel
| Año  | Categoría                                          | Trabajo                        | Resultado | Ref.          |
| ---- | -------------------------------------------------- | ------------------------------ | --------- | ------------- |
| 1999 | Solista pop masculino                              | Alta suciedad                  | Nominado  | [ 45 ]        |
| 1999 | Mejor videoclip                                    | «Flaca»                        | Nominado  | [ 45 ]        |
| 1999 | Mejor videoclip                                    | «Loco»                         | Nominado  | [ 45 ]        |
| 2000 | Álbum del año                                      | Honestidad brutal              | Nominado  | [ 46 ]        |
| 2000 | Mejor artista de rock                              | Honestidad brutal              | Nominado  | [ 46 ]        |
| 2006 | Álbum del año                                      | El regreso                     | Ganador   | [ 47 ]        |
| 2006 | Mejor álbum artista masculino de rock              | El regreso                     | Ganador   | [ 47 ]        |
| 2006 | Interpretación del año                             | El regreso                     | Ganador   | [ 47 ]        |
| 2006 | Mejor diseño de portada                            | El regreso                     | Ganador   | [ 47 ]        |
| 2006 | Producción del año                                 | El regreso                     | Nominado  | [ 47 ]        |
| 2006 | Mejor videoclip                                    | «Tuyo siempre»                 | Nominado  | [ 47 ]        |
| 2007 | Álbum del año                                      | El palacio de las flores       | Nominado  | [ 48 ]        |
| 2007 | Mejor álbum artista de rock                        | El palacio de las flores       | Nominado  | [ 48 ]        |
| 2007 | Producción del año                                 | El palacio de las flores       | Nominado  | [ 48 ]        |
| 2007 | Mejor diseño de portada                            | El palacio de las flores       | Nominado  | [ 48 ]        |
| 2007 | Mejor álbum artista/grupo de tango "nuevas formas" | Tinta roja                     | Ganador   | [ 48 ]        |
| 2007 | Mejor álbum artista de tango revelación            | Tinta roja                     | Nominado  | [ 48 ]        |
| 2007 | Canción del año                                    | «Corazón en venta»             | Nominado  | [ 48 ]        |
| 2007 | Interpretación del año                             | «Corazón en venta»             | Nominado  | [ 48 ]        |
| 2007 | Mejor videoclip                                    | «Corazón en venta»             | Nominado  | [ 48 ]        |
| 2007 | Mejor DVD                                          | Made in Argentina 2005         | Ganador   | [ 48 ]        |
| 2008 | Álbum del año                                      | La lengua popular              | Ganador   | [ 49 ]        |
| 2008 | Mejor álbum artista de rock                        | La lengua popular              | Ganador   | [ 49 ]        |
| 2008 | Mejor diseño de portada                            | La lengua popular              | Ganador   | [ 49 ]        |
| 2008 | Canción del año                                    | «5 minutos más (Minibar)»      | Ganador   | [ 49 ]        |
| 2008 | Mejor videoclip                                    | «Carnaval de Brasil»           | Ganador   | [ 49 ]        |
| 2010 | Mejor colección de catálogo                        | Obras incompletas box          | Ganador   | [ 50 ]        |
| 2014 | Álbum del año                                      | Bohemio                        | Nominado  | [ 51 ] [ 52 ] |
| 2014 | Mejor álbum artista de rock                        | Bohemio                        | Ganador   | [ 51 ] [ 52 ] |
| 2014 | Canción del año                                    | «Cuando no estás»              | Nominado  | [ 51 ] [ 52 ] |
| 2015 | Mejor álbum artista de rock                        | Pura sangre                    | Nominado  | [ 53 ] [ 54 ] |
| 2015 | Mejor álbum artista de rock                        | Jamón del medio                | Ganador   | [ 53 ] [ 54 ] |
| 2017 | Canción del año                                    | «La noche»                     | Nominado  | [ 55 ]        |
| 2019 | Canción del año                                    | «Verdades afiladas»            | Nominado  | [ 56 ]        |
| 2019 | Álbum del año                                      | Cargar la suerte               | Nominado  | [ 56 ]        |
| 2019 | Mejor álbum artista masculino de rock              | Cargar la suerte               | Ganador   | [ 56 ]        |
| 2020 | Mejor videoclip corto                              | «Transito lento»               | Nominado  | [ 57 ]        |
| 2021 | Mejor colaboración                                 | «Bohemio» (con Julio Iglesias) | Ganador   | [ 58 ]        |
| 2022 | Álbum del año                                      | Dios los cría                  | Nominado  | [ 59 ]        |
| 2022 | Mejor álbum artista de rock                        | Dios los cría                  | Nominado  | [ 59 ]        |
| 2022 | Mejor álbum conceptual                             | ADN (Capítulo A)               | Nominado  | [ 59 ]        |

### Premios Konex
| Año  | Galardón          | Categoría                |
| ---- | ----------------- | ------------------------ |
| 1995 | Diploma al Mérito | Autor/Compositor de rock |
| 2005 | Konex de Platino  | Autor/Compositor de rock |
| 2015 | Diploma al Mérito | Autor/Compositor         |